# 송충의
송충의(Choong Eui Song; 1955년 1월 15일~, 서울 출생)는 대한민국의 유기화학자이다.

## 약력
1980년 중앙대학교에서 학사학위를 마친 후, 독일 아헨 공과대학교에서 1985년 화학 디플롬(Diplom.) 그리고 1988년에 박사학위를 받았다. 1989년부터 2003년까지 한국과학기술연구원의 책임연구원으로 일하였다. 이후 2004년부터 2020년 2월까지 성균관대학교 화학과 교수로 재직하였고, 2020년 3월부터 성균관대학교 문행석좌교수로 재임중이다. 2005년 대한화학회 부회장을 역임하였고, 2005년과 2010년에 각각 독일 막스 플랑크 연구소 (뮐하임) 에 초빙교수로 초청되었다. 2018년에는 한국과학기술한림원(The Korean Academy of Science and Technology)의 정회원으로 선정되었다.

## 연구분야
주요 연구분야는 비대칭 유기촉매반응(asymmetric organocatalysis), 생체모방 촉매반응(biomimetic catalysis), 인공 효소(artificial enzyme), 온 워터(on-water) 촉매반응과 온 드랍플랫(on-droplet) 촉매반응 등이다. 최근에는 원시지구의 화학, 특히 자연계의 단일 카이랄성의 기원에 대한 연구를 진행하고 있다.

## 대표적 수상내역
- 1998. 한국 52인의 우수연구원에 선정 (과학기술부)
- 2000. 이달의 KIST인상 (한국과학기술연구원)[3]
- 2002. 이달의 과학기술자상 (과학기술부, 한국방송공사, 서울경제)[4][5]
- 2004. 신약개발공로상 (한국신약개발조합)
- 2013. 학술대상 (대한화학회)[6]
- 2017. 학술대상 (한국유기합성학회)
- 2018. 한국과학기술한림원 정회원[1]